# Isaac Hayden
Isaac Scot Hayden (ur. 22 marca 1995 w Chelmsford, Anglia) – angielski pomocnik występujący w Newcastle United.